# John Fairfax
John Fairfax (født 24. oktober 1804, død 16. juni 1877) var en australsk journalist og avisejer. Han købte Australiens mest ansete avis, Sydney Morning Herald i 1838, overtog efterhånden andre aviser og opnåede at blive en af sin tids mest vellykkede udgivere og grundlæggere af den længst eksisterende gruppe familieejede aviser i Australien. 
John Fairfax-gruppen blev børsnoteret i 1956, men det er altid familiemedlemmerne som har haft aktiemajoriteten. Gruppen er sidenhen ekspanderet med overtagelse af ugeblade, fjernsyns-studier og radiostationer over hele landet, og har købt sig ind i telekommunikationsvirksomhed og ejendomme. 
Den ubrudte række af succeser viste sig imidlertid umulig at opretholde i 1987, da efterkommeren Warwick Fairfax blev indlemmet i gruppen i en alder af 26 år. Tre år senere havde gruppen tabt 73,5 millioner australske dollar, og størstedelen af bestyrelsen trak sig. Den uheldige Warwick Fairfax forlod gruppen i 1991.